# Selby Abbey

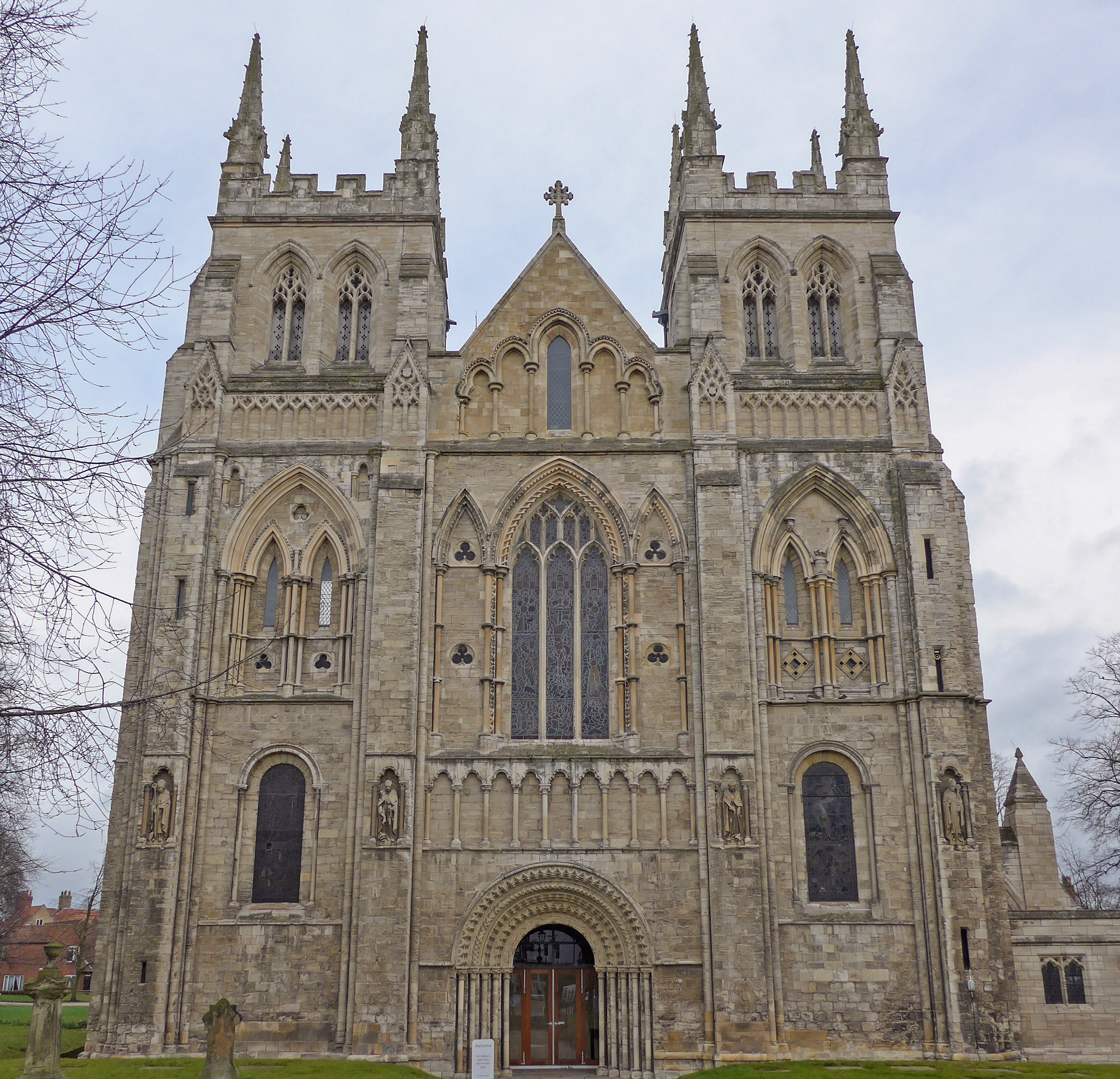
Selby Abbey – Westfassade

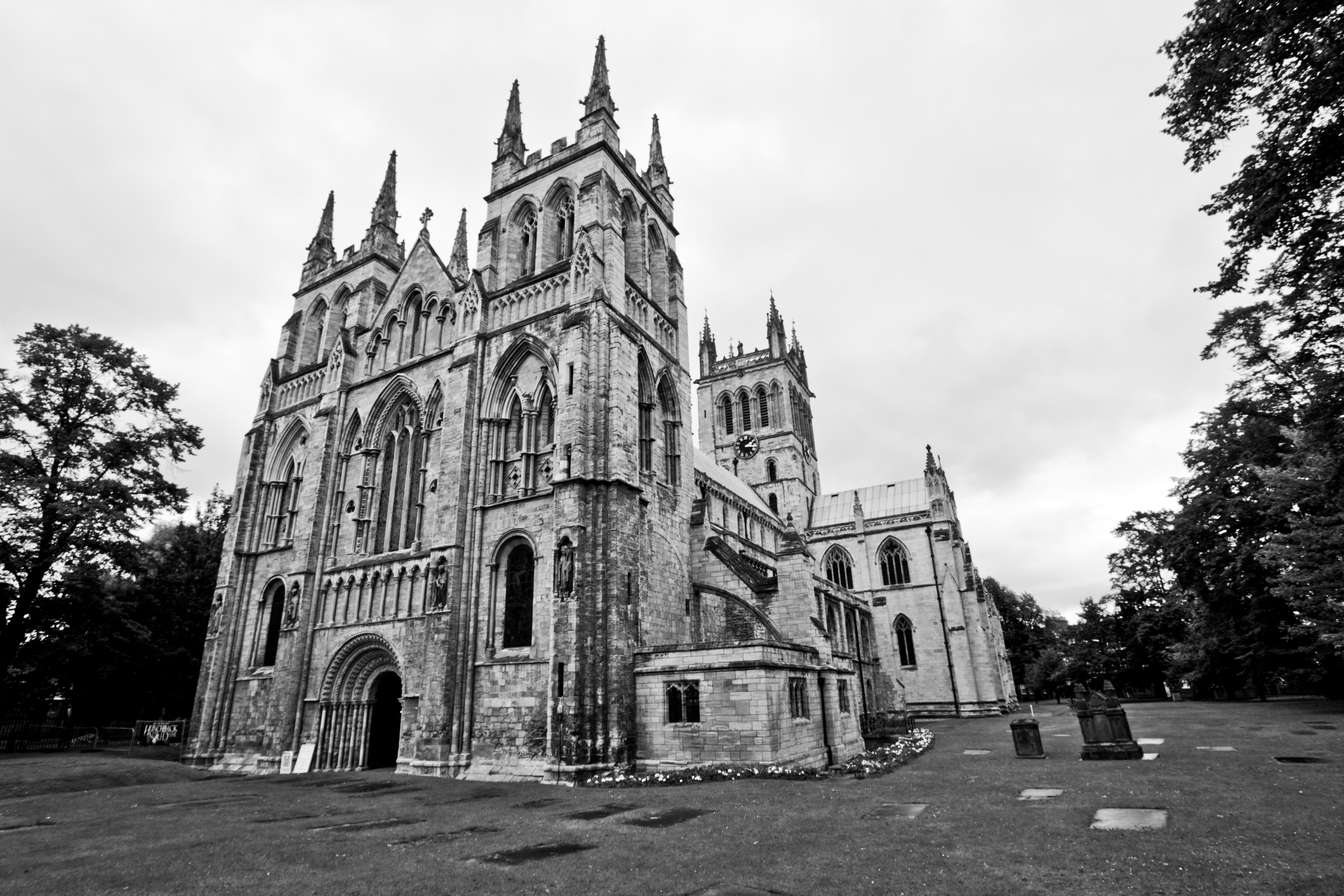
Gesamtansicht

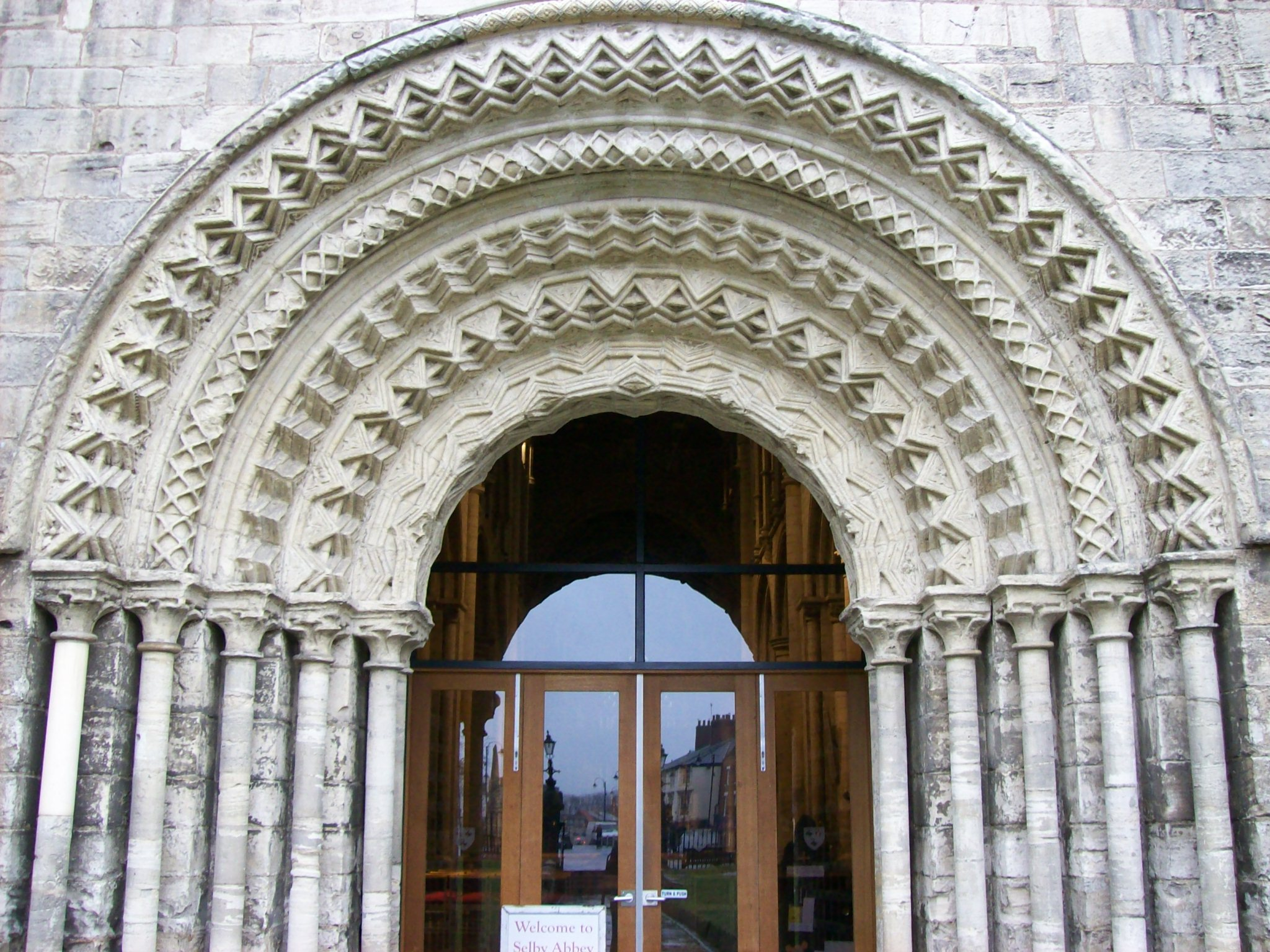
Normannisches Westportal

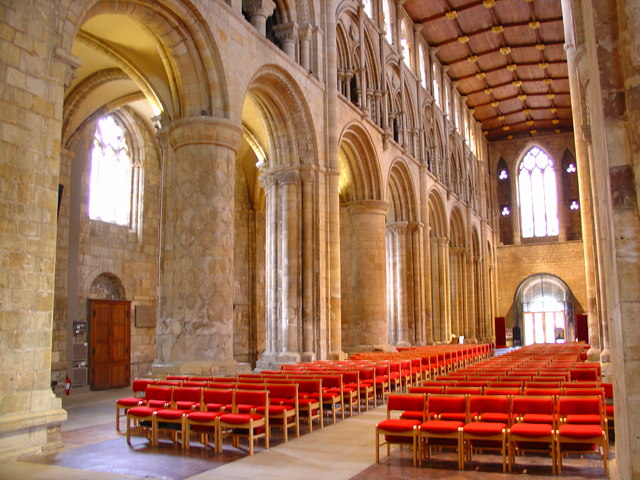
Stützenwechsel und dreiteiliger Wandaufriss im anglo-normannischen Langhaus

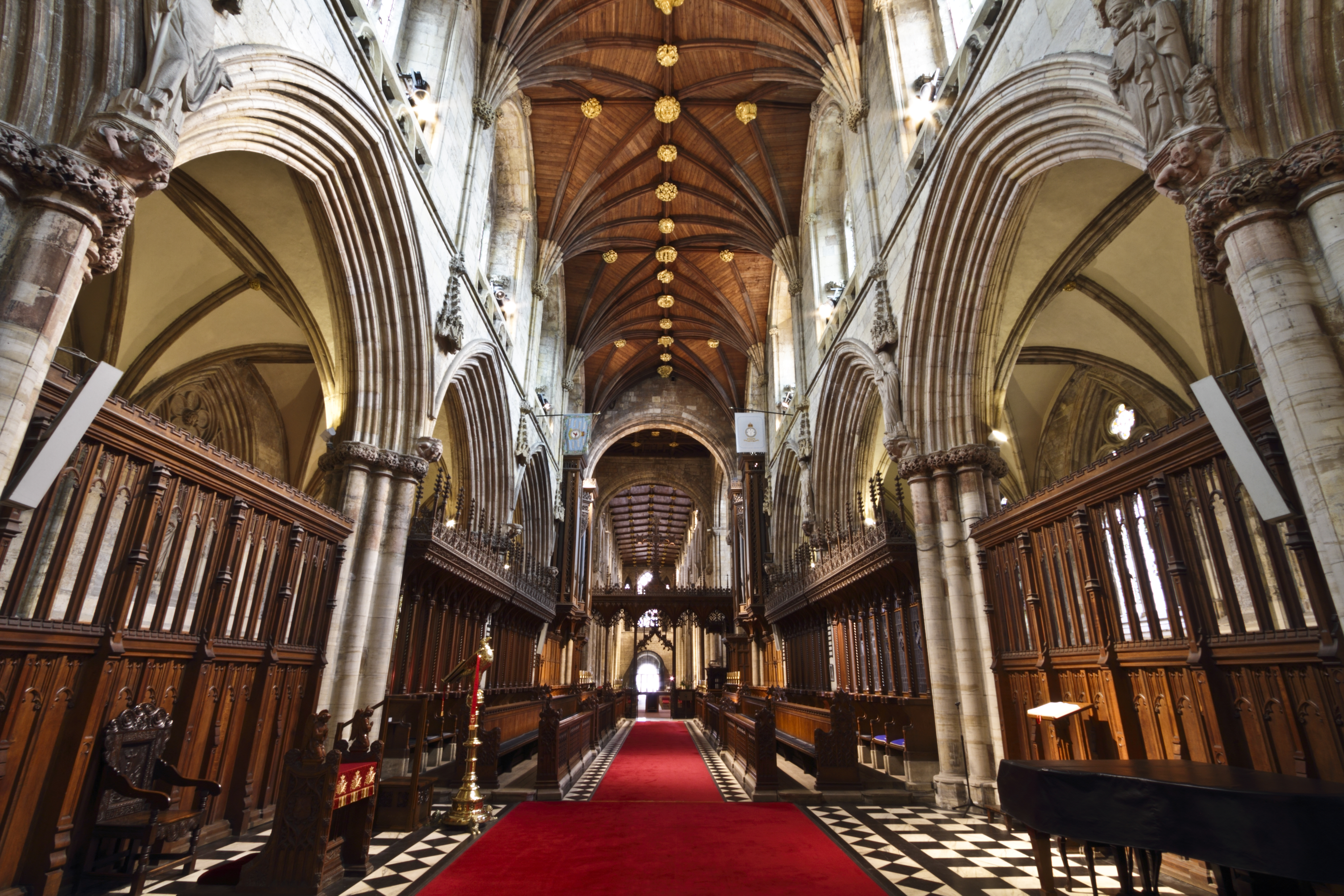
Blick vom zweigeschossigen und holzgewölbten Chor nach Westen

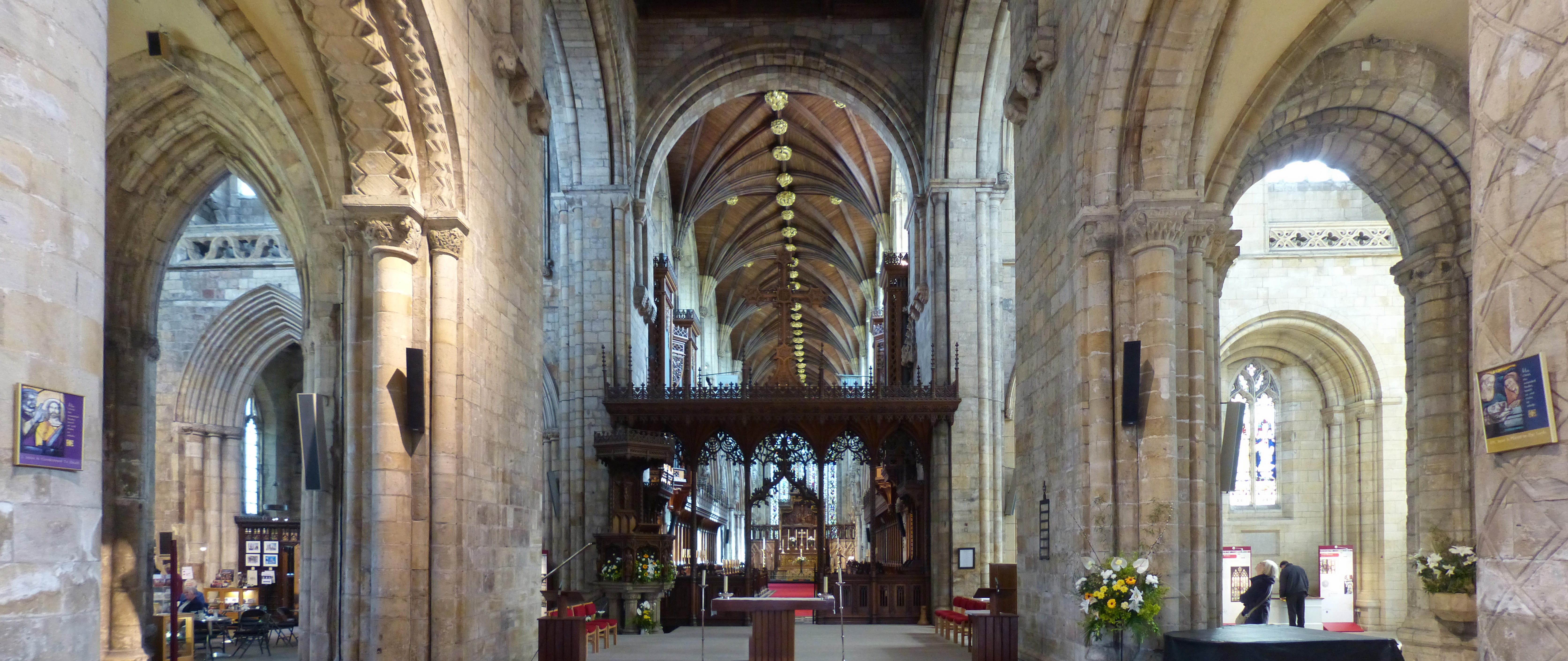
Querhaus und Chor

Die Selby Abbey in der Stadt Selby, North Yorkshire ist eine der wenigen noch bestehenden englischen Abteikirchen aus dem Mittelalter. Sie wurde von Benedict von Auxerre gegründet und vom Adelsgeschlecht der Lacys finanziert. Sie ist als Grade-I-Bauwerk klassifiziert und, obwohl sie keine Kathedrale ist, zählt sie zu den größten Kirchen Englands und gehört zum Major Churches Network.

## Geschichte
Die Abtei wurde im Jahr 1069 gegründet; zwischen 1069 und 1539, dem Jahr der Auflösung der englischen Klöster unter König Heinrich VIII., gab es 34 Äbte, von denen viele bauliche Änderungen vornahmen. Genauso wie das York Minster ist die Kirche auf sandigem Untergrund gebaut und hat durch Bodensenkungen gelitten. Viele Bereiche sind im 17. Jahrhundert eingestürzt; die wurden jedoch wieder aufgebaut. In den Jahren 1871 bis 1873 erfolgte eine Restaurierung durch den Architekten George Gilbert Scott. Erneute Schäden entstanden im Jahr 1906 durch ein Feuer, bei dem die Glocken des Hauptturms geschmolzen sind. Durch umfangreiche Sanierungs- und Restaurierungsarbeiten wurde die Kirche dennoch zu einer der beeindruckendsten des Landes.

## Architektur
Die Westfassade besteht aus einer Mischung von normannischen, gotischen und viktorianischen Stilelementen, unter denen das normannische Portal mit seinen dekorativ-geometrischen Archivolten besonders herausragt. Der Vierungsturm ist anglo-normannisch, ebenso wie das Langhaus. Der Chor zeigt hingegen den Decorated-Stil des 14. Jahrhunderts. Ein Jahrhundert später entstand das große Perpendicular-Style-Fenster im Nordquerhaus. Die gesamte Kirche besitzt hölzerne Gewölbe bzw. Decken.

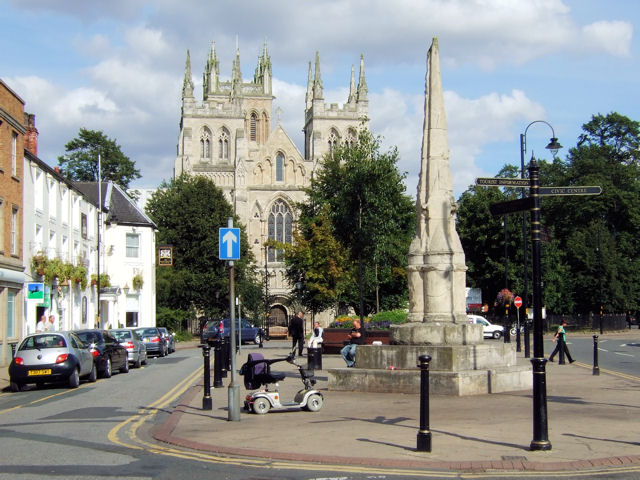
Abtei-Kirche im Stadtbild
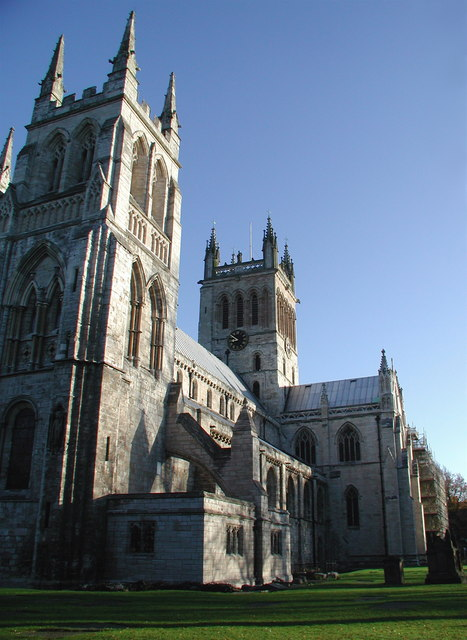
Seitenansicht mit Mittelturm
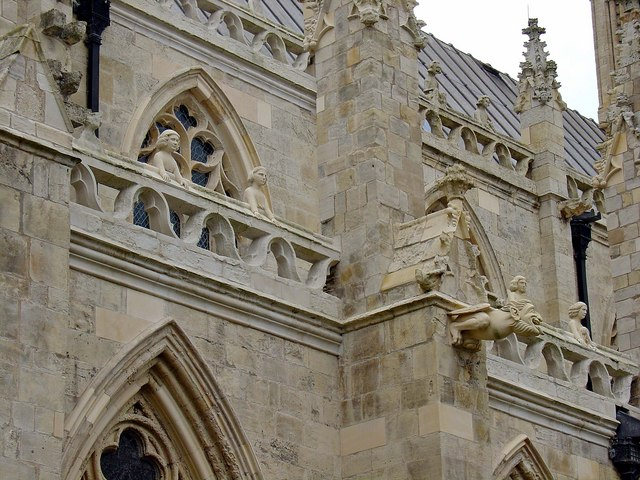
Restaurierte Skulpturen
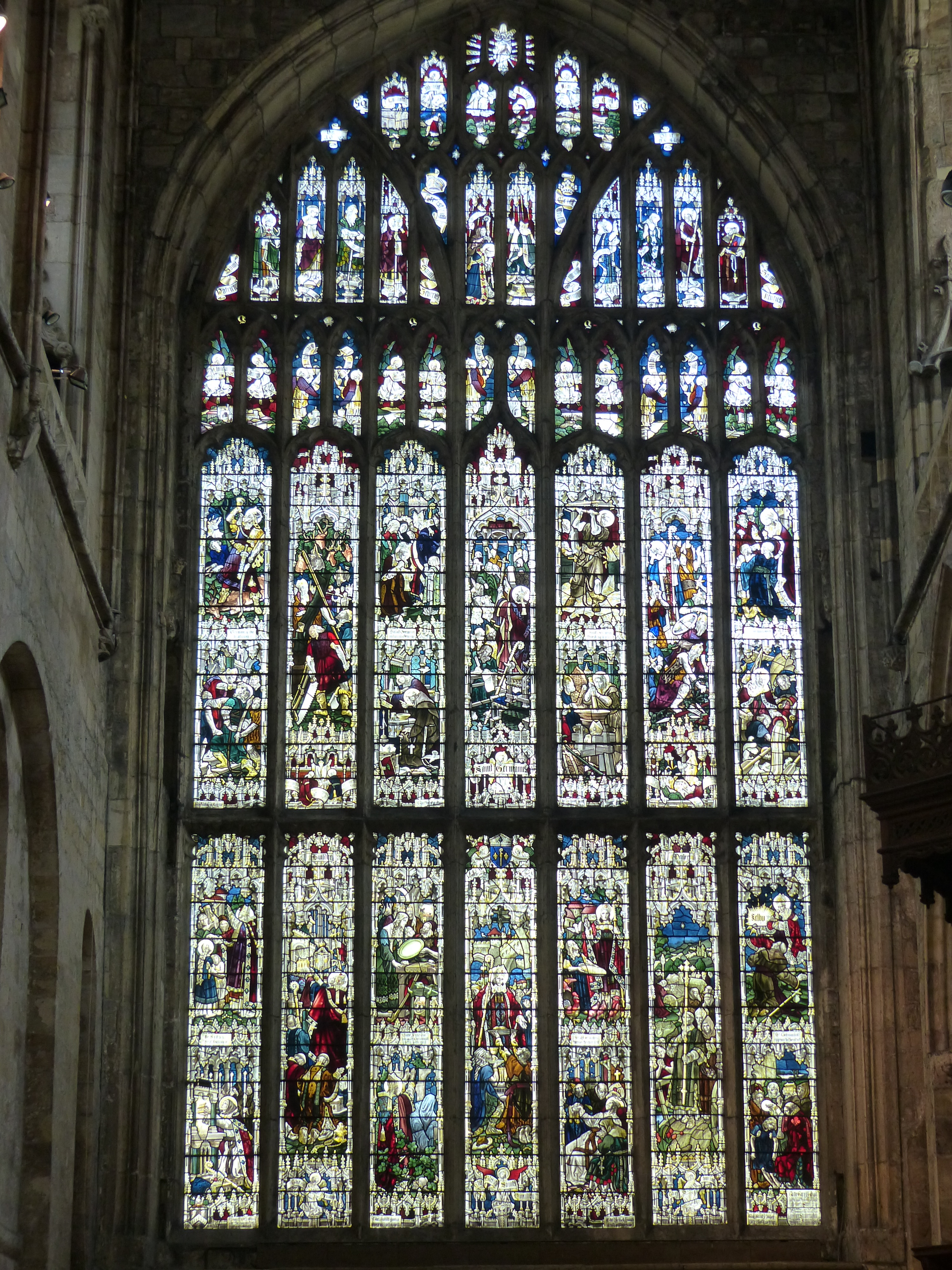
Perpendicular-Fenster im Nordquerhaus

## Ausstattung
Die Einrichtung gleicht auf Grund des übernommenen Stils der Kathedrale von Durham. Reichlich verzierte und ausgestaltete Kapitelle sind in der ganzen Kirche zu finden.
Ein Hauptmerkmal ist das östliche Fenster, das originales Glas aus dem Mittelalter mit der damals sehr gebräuchlichen Darstellung des Jessé-Baums enthält. Die Steinarbeiten des Altarraumes sollen durch Henry Yevele gestaltet worden sein.
Ein beachtenswertes Detail der Abtei ist das aus dem 14. Jahrhundert stammende Washington-Fenster, in dem das Wappen der Vorfahren von George Washington dargestellt ist. Die Darstellung der drei roten Sterne über zwei roten Bändern auf einem weißen Schild soll als Modell für die US-Flagge gedient haben.

### Orgel
Die Orgel wurde 1909 von den Orgelbauern William Hill & Son erbaut. Das romantische Instrument hat 72 Register auf vier Manualen und Pedal. Die Spiel- und Registertrakturen sind elektro-pneumatisch.
| I Choir C–c4      |        |
| Lieblich Gedeckt  | 16′    |
| Geigen Principal  | 8′     |
| Lieblich Gedeckt  | 8′     |
| Dulciana          | 8′     |
| Principal         | 4′     |
| Dulcet            | 4′     |
| Stopped Flute     | 4′     |
| Flautina          | 2′     |
| Dulcet Fifteenth  | 2′     |
| Tierce            | 1 3⁄5′ |
| Dulcet Cornet III |        |
| Echo Trumpet      | 8′     |
| Great Posaune     | 8′     |
| Tremulant         |        |

| II Great C–c4        |       |
| Double Open Diapason | 16′   |
| Bourdon              | 8′    |
| Open Diapason I      | 8′    |
| Open Diapason II     | 8′    |
| Open Diapason III    | 8′    |
| Claribel Flute       | 8′    |
| Principal            | 4′    |
| Octave               | 4′    |
| Harmonic Flute       | 4′    |
| Twelfth              | 2 ⁄3′ |
| Fifteenth            | 2′    |
| Mixture IV           |       |
| Sharp Mixture III    |       |
| Contra Posaune       | 16′   |
| Posaune              | 8′    |
| Clarion              | 4′    |

| III Swell C–c4 |     |
| Open Diapason  | 8′  |
| Rohr Flute     | 8′  |
| Echo Gamba     | 8′  |
| Voix Celestes  | 8′  |
| Echo Dulciana  | 8′  |
| Principal      | 4′  |
| Suabe Flute    | 4′  |
| Fifteenth      | 2′  |
| Mixture V      |     |
| Scharff II     |     |
| Oboe           | 8′  |
| Contra Fagotto | 16′ |
| Horn           | 8′  |
| Clarion        | 4′  |

| IV Solo C–c4      |       |
| Viole d’Orchestre | 8′    |
| Doppel Flute      | 8′    |
| Spitz Principal   | 4′    |
| Nazard            | 2 ⁄3′ |
| Blockflute        | 2′    |
| Larigot           | 1 ⁄3′ |
| Cymbel II         |       |
| Clarinet          | 8′    |
| Trompette         | 8′    |
| Tuba              | 8′    |
| Tremulant         |       |

| Pedal C–g1       |     |
| Double Open Wood | 32′ |
| Open Diapason    | 16′ |
| Open Diapason    | 16′ |
| Great Bass       | 16′ |
| Violone          | 16′ |
| Contra Viola     | 16′ |
| Sub Bass         | 16′ |
| Echo Bass        | 16′ |
| Octave           | 8′  |
| Violoncello      | 8′  |
| Bass Flute       | 8′  |
| Fifteenth        | 4′  |
| Octave Flute     | 4′  |
| Twenty Second    | 2′  |
| Mixture IV       |     |
| Contra Trombone  | 32′ |
| Trombone         | 16′ |
| Trumpet          | 8′  |
| Trompette        | 4′  |